# 18873 Larryrobinson
A 18873 Larryrobinson (ideiglenes jelöléssel 1999 VJ22) a Naprendszer kisbolygóövében található aszteroida. Mark Abraham és Gina Fedon fedezte fel 1999. november 13-án.
A bolygót Larry Robinson amerikai csillagászról nevezték el.

## Kapcsolódó szócikk
- Kisbolygók listája (18501–19000)